# Francisco Álvarez Martínez
Francisco Álvarez Martínez (ur. 14 lipca 1925 w Santa Eulalia de Ferrones, zm. 5 stycznia 2022 w Madrycie) – hiszpański duchowny katolicki, arcybiskup Toledo i prymas Hiszpanii, kardynał.

## Życiorys
Studiował w seminarium w Oviedo, przyjął święcenia kapłańskie w Oviedo 11 czerwca 1950. Uzupełniał studia na uniwersytetach w Salamance i Comillas (gdzie obronił doktorat z prawa kanonicznego). Podjął pracę w rodzinnej archidiecezji Oviedo, obok duszpasterstwa pełnił wysokie funkcje w kurii biskupiej (sekretarza arcybiskupa, kanclerza, prowikariusza generalnego).
13 kwietnia 1973 został mianowany biskupem Tarazony, otrzymał sakrę 3 czerwca 1973 w Tarazonie z rąk arcybiskupa Luigiego Dadaglio, nuncjusza w Hiszpanii. Od lipca 1975 był administratorem apostolskim sede plena diecezji Calahorra-La Calzada y Logrono, a od grudnia 1976 (po rezygnacji dotychczasowego ordynariusza Abilio del Campo y de la Bárcena) biskupem tej diecezji. W maju 1989 przeszedł na stolicę biskupią Orihuela-Alicante. W czerwcu 1995 został promowany na arcybiskupa Toledo i prymasa Hiszpanii; przeszedł w stan spoczynku w związku z osiągnięciem wieku emerytalnego w październiku 2002.
W lutym 2001 Jan Paweł II mianował go kardynałem, nadając tytuł prezbitera S. Maria „Regina Pacis” a Monte Verde. Álvarez Martínez brał udział w sesjach Światowego Synodu Biskupów w Watykanie, m.in. w II sesji specjalnej poświęconej Kościołowi w Europie w październiku 1999 (na specjalne zaproszenie papieskie). Był jednym z najstarszych kardynałów, uprawnionych do udziału w wyborze następcy Jana Pawła II na konklawe 2005.
Zmarł 5 stycznia 2022 po długiej chorobie w madryckim szpitalu. 